# Ганака, Габриэль Гонсум
Габриэль Гонсум Ганака (Gabriel Gonsum Ganaka, 24 мая 1937 года, Колониальная Нигерия — 11 ноября 1999 года, Джос, Нигерия) — католический прелат, епископ Джоса с 5 октября 1974 года, первый архиепископ Джоса с 26 марта 1994 года по 11 ноября 1999 год.

## Биография
4 июля 1965 года Габриэль Гонсум Ганака был рукоположён в священника, после чего служил в различных католических приходах епархии Джоса.
17 мая 1973 года Римский папа Павел VI назначил Габриэля Гонсума Ганаку вспомогательным епископом Джоса и титулярным епископом Куйкулы. 9 сентября 1973 года состоялось рукоположение Габриэля Гонсума Ганаки в епископа, которое совершил епископ Икот-Иккене Доминик Игнатий Экандем в сослужении с епископ Умуахиа Антонием Гого Нведо и епископом Бенин-Сити Патриком Эбоселе Экпу.
26 марта 1994 года епархия Джоса была преобразована в архиепархию и Габриэль Гонсум Ганака стал её первым архиепископом.
Скончался 11 ноября 1999 года в городе Джос.